# Jahazi
Pour un article plus général, voir Boutre.
Le Jahazi ou jehazi est un type de voilier traditionnel originaire de Zanzibar, typique de la côte ouest de Madagascar et de la côte orientale de l’Afrique. Le pluriel de jahazi, en swahili, est majahazi.

## Description
Le jahazi est un grand bateau à voile arabe et à poupe carrée manœuvré par un équipage de cinq ou six hommes. C'est un boutre de grande taille (20 à 50 tonneaux) très semblable au sambouk, à part une étrave presque droite. Il est normalement construit en bois de teck, de manguier et de palétuvier.

## Utilisation

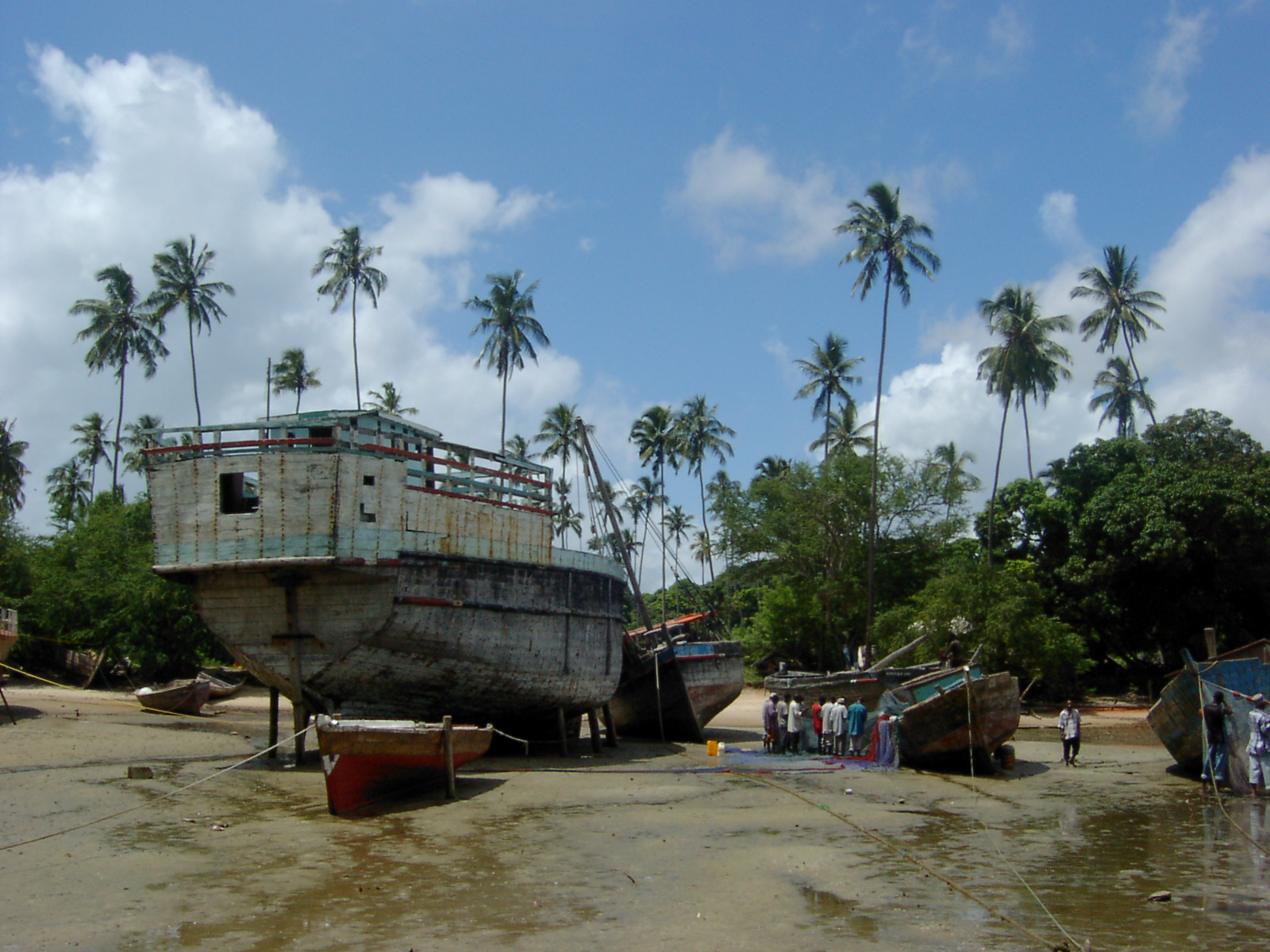
Construction de boutres à Zanzibar

Le jahazi sert à la pêche  et est spécialisé dans le cabotage inter-îles et côtier